# Pentathlon moderno ai Giochi della VII Olimpiade
Il pentathlon moderno ai Giochi della VII Olimpiade si svolse dal 24 al 27 agosto ad Anversa. Allora si disputava un'unica gara quella dell'individuale maschile.

## Medagliere
| Posizione | Paese  | Oro | Argento | Bronzo | Totale |
| --------- | ------ | --- | ------- | ------ | ------ |
| 1         | Svezia | 1   | 1       | 1      | 3      |
| Totale    | Totale | 1   | 1       | 1      | 3      |

## Podi

### Uomini
| Evento               | Oro            | Perform. | Argento       | Perform. | Bronzo     | Perform. |
| Individuale maschile | Gustaf Dyrssen | 18 p.    | Erik de Laval | 23 p.    | Gösta Runö | 27 p.    |

## Risultati

### Gara individuale maschile
Le gare si svolsero in questa successione:
- 24 agosto - Prova di Tiro - Shooting Range.
- 24 agosto - Prova di Nuoto - Stadio del Nuoto.
- 25 agosto - Prova di scherma - Flower Hall.
- 26 agosto - Prova di Equitazione - Stadio Olimpico
- 27 agosto - Prova di Corsa - Stadio Olimpico

Per ogni prova gli atleti ottenevano un punteggio uguale al piazzamento della singola gara (1 punto al 1° ,2 punti al 2° ecc.). L'atleta che terminava le 5 prove con minor punteggio risultava vincitore.
| Posizione | Atleta                  | Nazione     | PUNTI |     |     |     |         |     |     |         |     |         |
| Posizione | Atleta                  | Nazione     | PUNTI | Pos | P   | Pos | T       | Pos | Pos | T       | Pos | T       |
| --------- | ----------------------- | ----------- | ----- | --- | --- | --- | ------- | --- | --- | ------- | --- | ------- |
|           | Gustaf Dyrssen          | Svezia      | 18    | 6   | 164 | 2   | 5:41.6  | 2   | 6   | 10:52.2 | 2   | 14:17.3 |
|           | Erik de Laval           | Svezia      | 23    | 1   | 181 | 13  | 6:47.8  | 5   | 1   | 9:35.2  | 3   | 14:58.3 |
|           | Gösta Runö              | Svezia      | 27    | 4   | 171 | 1   | 4:35.8  | 16  | 5   | 10:32.0 | 1   | 14:09.4 |
| 4         | Bengt Uggla             | Svezia      | 46    | 13  | 133 | 5   | 5:51.0  | 10  | 13  | 12:24.0 | 5   | 15:02.3 |
| 5         | Marius Christensen      | Danimarca   | 47    | 12  | 140 | 7   | 5:55.2  | 3   | 7   | 11:21.4 | 18  | 16:09.0 |
| 6         | Harold Rayner           | Stati Uniti | 48    | 5   | 170 | 12  | 6:19.0  | 13  | 14  | 12:27.0 | 4   | 14:59.6 |
| 7         | Robert Sears            | Stati Uniti | 51    | 3   | 175 | 8   | 5:56.2  | 9   | 11  | 11:54.2 | 20  |         |
| 7         | Emil Hagelberg          | Finlandia   | 51    | 10  | 147 | 3   | 5:42.2  | 21  | 9   | 11:32.0 | 8   | 15:18.2 |
| 9         | Georges Brulé           | Francia     | 57    | 11  | 141 | 16  | 7:49.0  | 4   | 15  |         | 11  | 15:34.0 |
| 10        | Ejner Augsburg          | Danimarca   | 57    | 14  | 128 | 4   | 5:49.0  | 14  | 8   | 11:22.4 | 17  | 16:08.2 |
| 11        | Edward Clarke           | Regno Unito | 60    | 17  | 120 | 14  | 7:06.0  | 7   | 10  | 11:47.2 | 12  | 15:45.0 |
| 12        | Harry Bjørnholm         | Danimarca   | 61    | 8   | 156 | 20  | 9:02.4  | 15  | 3   | 10:19.6 | 15  | 15:59.5 |
| 13        | Arne Tellefsen          | Norvegia    | 62    | 2   | 181 | 10  | 6:17.8  | 18  | 19  |         | 13  | 15:45.0 |
| 14        | Olliver Smith           | Norvegia    | 66    | 9   | 150 | 9   | 6:11.0  | 20  | 22  |         | 6   | 15:03.2 |
| 14        | Hugh Boustead           | Regno Unito | 66    | 15  | 126 | 11  | 6:18.2  | 17  | 16  |         | 7   | 15:05.0 |
| 16        | René Foucher            | Francia     | 67    | 19  | 102 | 22  | 10:58.0 | 12  | 4   | 10:30.0 | 10  | 15:29.0 |
| 17        | Thomas Wand-Tetley      | Regno Unito | 69    | 22  | 88  | 15  | 7:37.0  | 6   | 17  |         | 9   | 15:24.0 |
| 18        | Henri Candelon          | Francia     | 71    | 18  | 108 | 21  | 9:19.0  | 8   | 2   | 10:02.0 | 22  |         |
| 19        | Jean Mondielli          | Francia     | 72    | 20  | 99  | 18  | 8:21.4  | 1   | 12  | 12:11.0 | 21  |         |
| 20        | Johan Herluf Skjoldager | Danimarca   | 77    | 7   | 163 | 17  | 8:14.0  | 19  | 20  | 12:49.0 | 14  | 15:52.0 |
| 21        | Edward Gedge            | Regno Unito | 78    | 16  | 123 | 6   | 5:54.4  | 22  | 18  |         | 16  |         |
| 22        | Adriano Lanza           | Italia      | 91    | 21  | 94  | 19  | 8:50.4  | 11  | 21  |         | 19  |         |
| --        | Kalle Kainuvaara        | Finlandia   | DNF   | 23  | 97  |     | DNS     |     |     |         |     |         |